# Wolferszell
Wolferszell ist ein Ortsteil der Gemeinde Steinach im niederbayerischen Landkreis Straubing-Bogen in der Gemarkung Agendorf.

## Lage
Das Dorf Wolferszell liegt an der Kinsach etwa einen Kilometer nordöstlich von Steinach.

## Geschichte
Das Gebiet um Wolferszell ist uraltes Siedlungsland. Die Funde aus den Hügelgräbern bei Hoerabach und Muckenwinkling beweisen, dass hier in der Bronzezeit vor etwa 3 500 Jahren Menschen lebten, die ihre Toten meist verbrannten und die Reste in Grabhügeln bestatteten. Um 1147 wird der Edle Gerhoch de Wolfoltescella genannt, der zu einem Kreuzzug aufbrach und wohl auf dem Kapflberg östlich von Wolferszell seine Burg hatte. Er war ein Ministeriale der Grafen von Bogen und bestimmte, dass seine Güter in Woluoltescella nach seinem Tod und dem Tod seiner Frau je zur Hälfte an die Klöster Oberaltaich und Münster fallen sollten.
Laut dem Herzogsurbar von um 1228/1241 befand sich damals in Wolfotzell eines der wenigen herzoglichen Güter der Gegend. Im Steuerregister von 1516 wird Wolferszell als Hofmark geführt, im Gerichtsverzeichnis von 1599 jedoch nicht mehr. 1811 bildete Wolferszell einen eigenen Steuerdistrikt, bei der Gemeindebildung 1818/1821 wurde jedoch nicht Wolferszell Sitz der Gemeindeverwaltung, sondern das nur halb so große, aber zentraler gelegene Agendorf, das der Gemeinde auch den Namen gab. Zusammen mit dem größeren Teil dieser Gemeinde fiel Wolferszell im Zuge der Gebietsreform in Bayern am 1. Juli 1974 an die Gemeinde Steinach.

## Sehenswürdigkeiten
- Wegkapelle am südlichen Ortsrand. Sie stammt aus dem 19. Jahrhundert.

## Vereine
- Billardsportverein Wolferszell